# ليندسي تاربلي
ليندسي آن تاربلي سنو (22 سبتمبر 1983) هي لاعبة كرة قدم أمريكية محترفة ومهاجمة ولاعبة خط وسط. حصلت على الميدالية الذهبية الأولمبية مرتين، وفازت بالميدالية الذهبية في أولمبياد أثينا 2004 وبكين 2008، وكانت عضوًا في المنتخب الوطني للسيدات في الولايات المتحدة الذي احتل المركز الثالث في كأس العالم للسيدات 2007 في الصين.
أصيبت في ركبتها خلال مباراة ضد اليابان، في 14 مايو 2011، في كولومبوس أوهايو، وبالتالي غابت عن كأس العالم للسيدات 2011، ولم يتم استدعاؤها مرة أخرى للعب مع منتخبها الوطني.

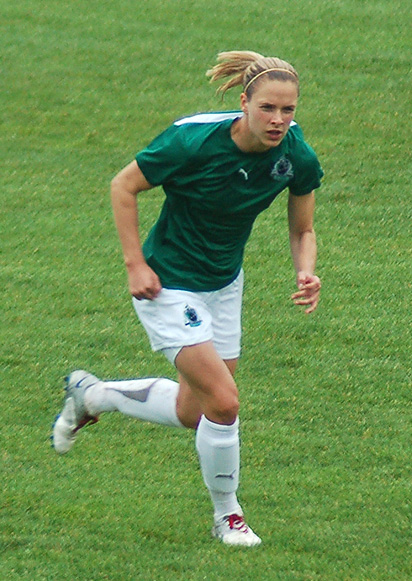
في عام 2010.

### دولي
بدأت مسيرتها الدولية بتمثيل الولايات المتحدة في المنتخب الوطني للفتيات تحت 16 عامًا. ومن هناك، انتقلت بنجاح إلى فريق الولايات المتحدة تحت 19 سنة في عام 2002. لعبت في بطولة العالم للسيدات تحت 19 سنة 2002، وهي أول بطولة للشباب يقرها الفيفا للسيدات، وسجلت هدف الفوز باللقب في الوقت الإضافي ضد كندا. وشاركت في 26 مباراة وسجلت 24 هدفا. سرعان ما انتقلت إلى فريق الولايات المتحدة تحت 21 سنة، حيث شاركت في 8 مباريات وسجلت 4 أهداف.
ظهرت لأول مرة مع الفريق الأول في 12 يناير 2003 ضد اليابان. وجاء هدفها الأول (والثاني) بعد أكثر من عام بقليل في 30 يناير 2004، ضد السويد. وظهرت في نسختي 2004 و2008 من الألعاب الأولمبية، وفازت بميدالية ذهبية في كل منهما. ولعبت أيضًا في كأس العالم للسيدات 2007، والتي احتلت فيها الولايات المتحدة المركز الثالث. ولعبت مباراتها رقم 100 في 16 يوليو 2008، ضد البرازيل في المباراة الأخيرة قبل أولمبياد 2008، وهي اللاعبة رقم 23 في تاريخ منتخب الولايات المتحدة لكرة القدم للسيدات. وأدى تمزق في الرباط الصليبي الأمامي أصيب به في مباراة إحماء مع اليابان إلى استبعادها من كأس العالم للسيدات 2011.

## الأوسمة والجوائز

### دولي
- الميدالية الذهبية للألعاب الأولمبية: 2004، 2008
- كأس العالم للسيدات: المركز الثالث: الصين 2007

### جامعة
- بطولة الرابطة الوطنية لكرة القدم للسيدات: 2003

### فردي
- الطالب الوطني للعام: 2002
- أفضل لاعبة كرة قدم جامعية: 2003